# Molen Janssen
De Molen Janssen of molen Béri is een watermolen op de Voer in 's-Gravenvoeren in de Voerstreek, Belgisch Limburg. De watermolen ligt aan de Bovendorp / Hoogstraat in het dorp.
Anno 2010 is de eerstvolgende watermolen op de Voer stroomopwaarts gezien de Molen van Lhomme en stroomafwaarts de Meuleken in 's-Gravenvoeren.
De molen betreft een bovenslagmolen die gebouwd is voor 1775. In 2010 wordt de molen gebruikt als gemotoriseerde meelmolen. Stroomopwaarts ligt er een kademuur met daarachter de molentak die het water aanvoert voor het metalen rad en een verdeelkunstwerk om de waterstand te regelen.

Hier wordt de waterstand voor de watermolen geregeld
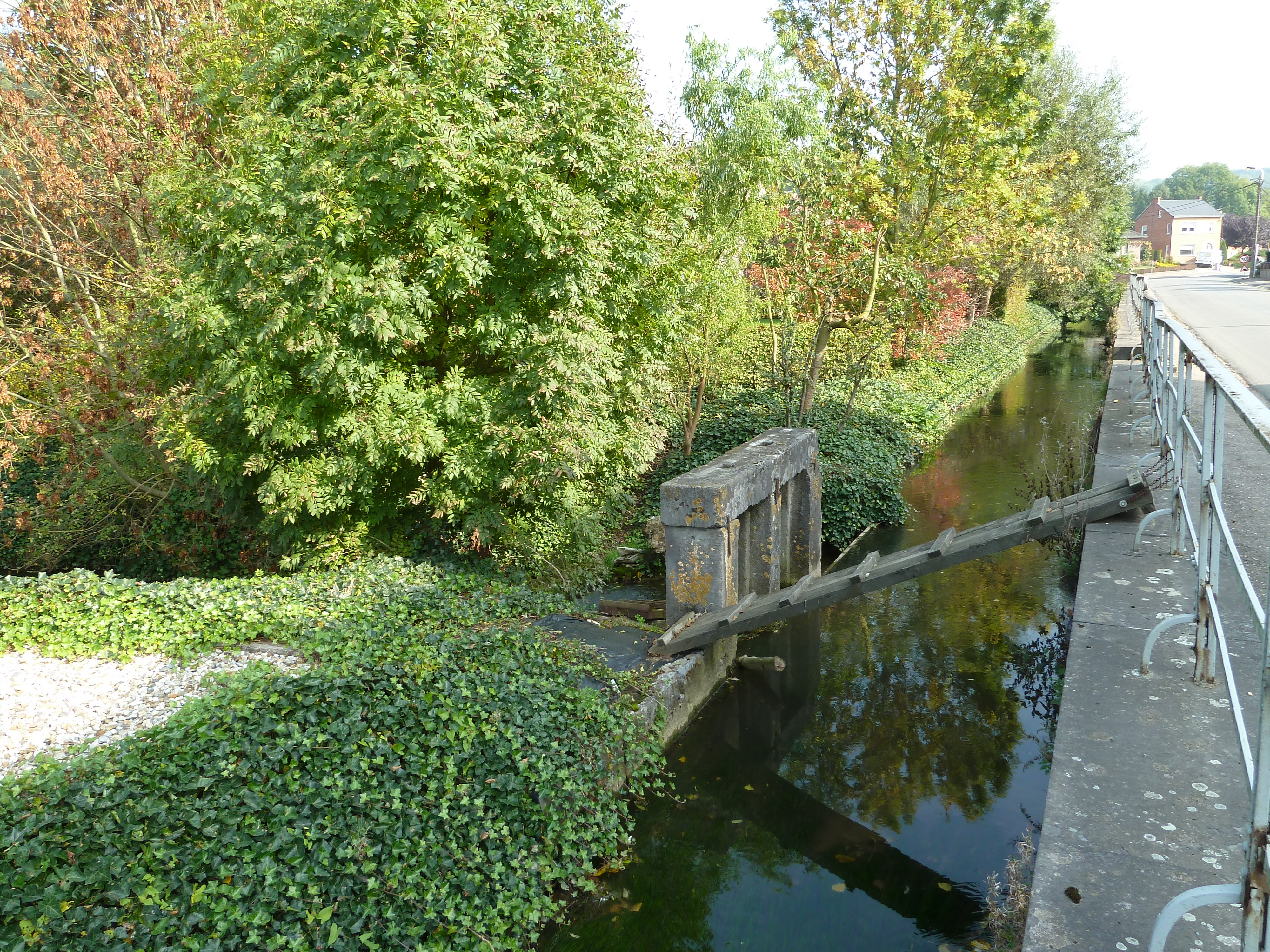
Van rechts komt de Voer die een bocht naar rechts maakt, rechtuit gaat het water naar de watermolen
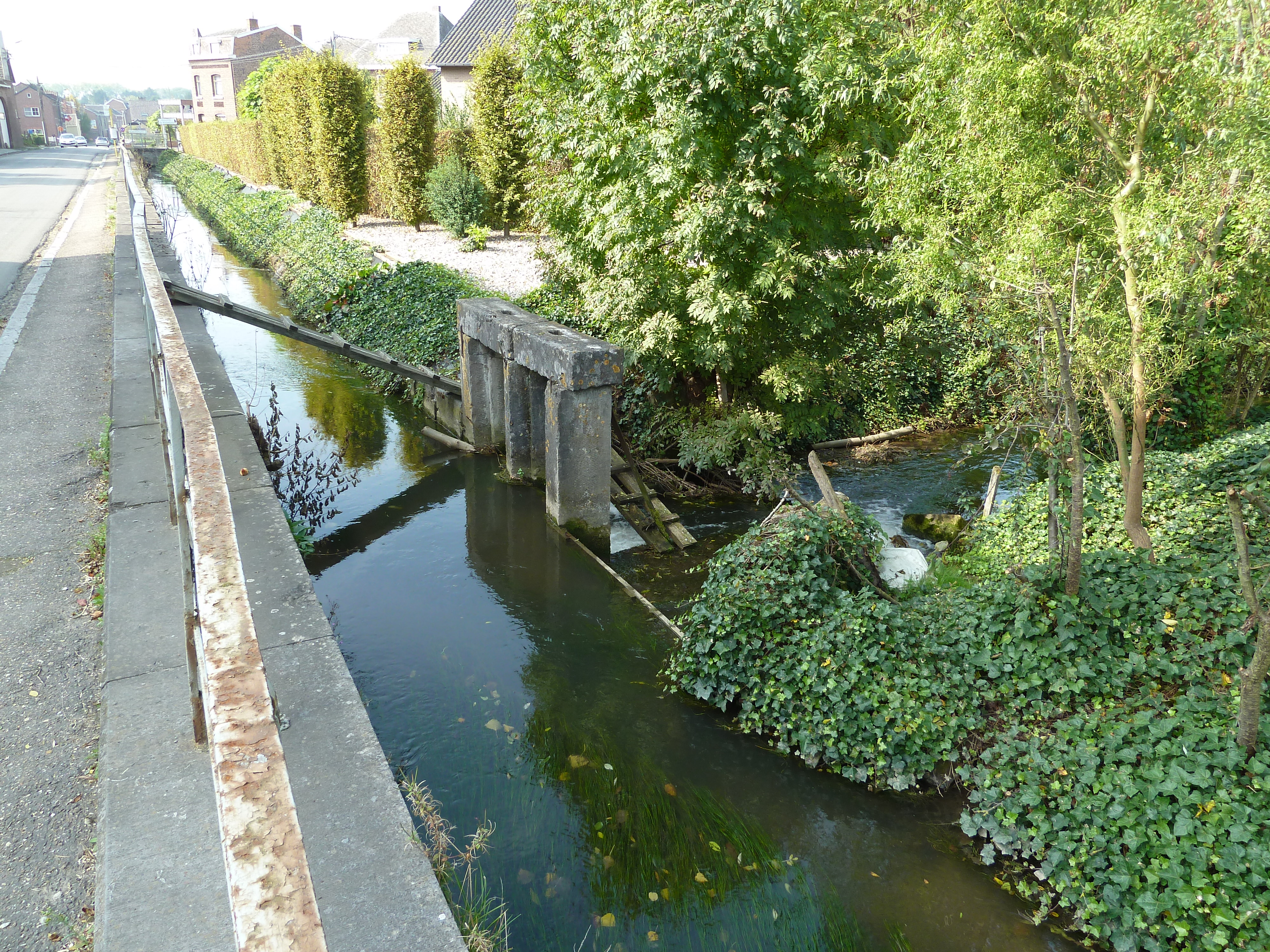
Idem

De molentak vlak voor de watermolen
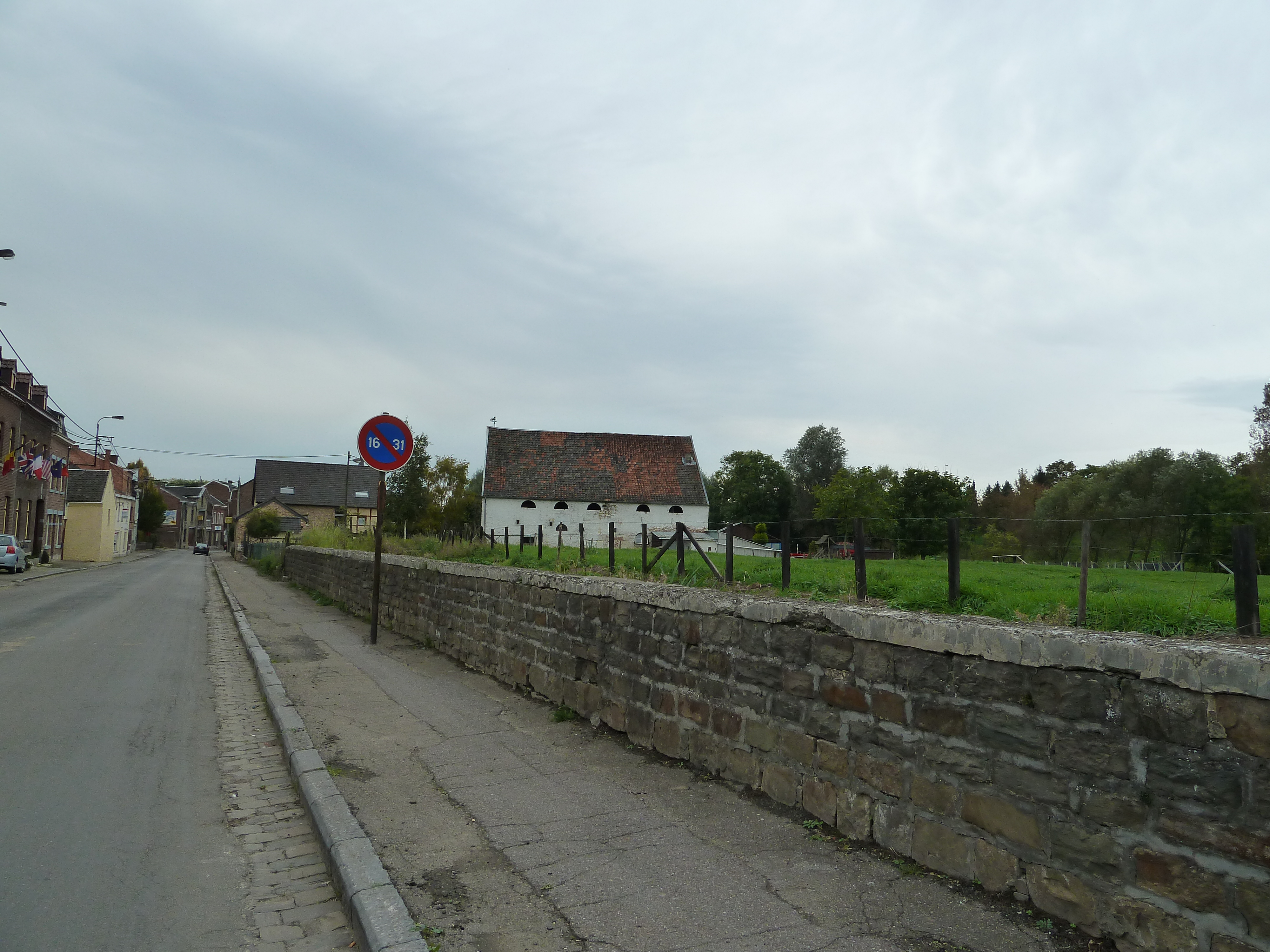
Achter de stenen muur stroomt de molentak
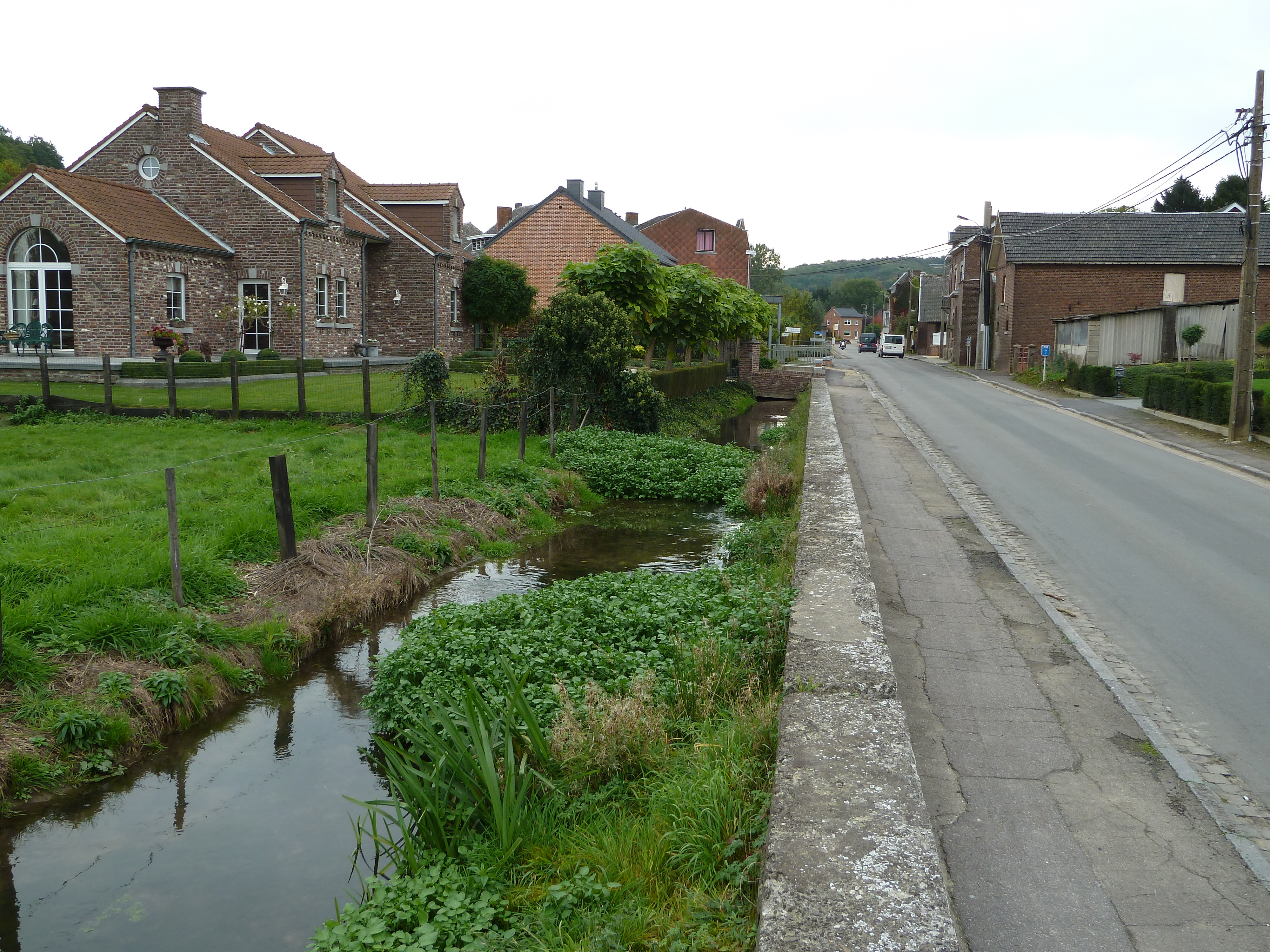
Idem
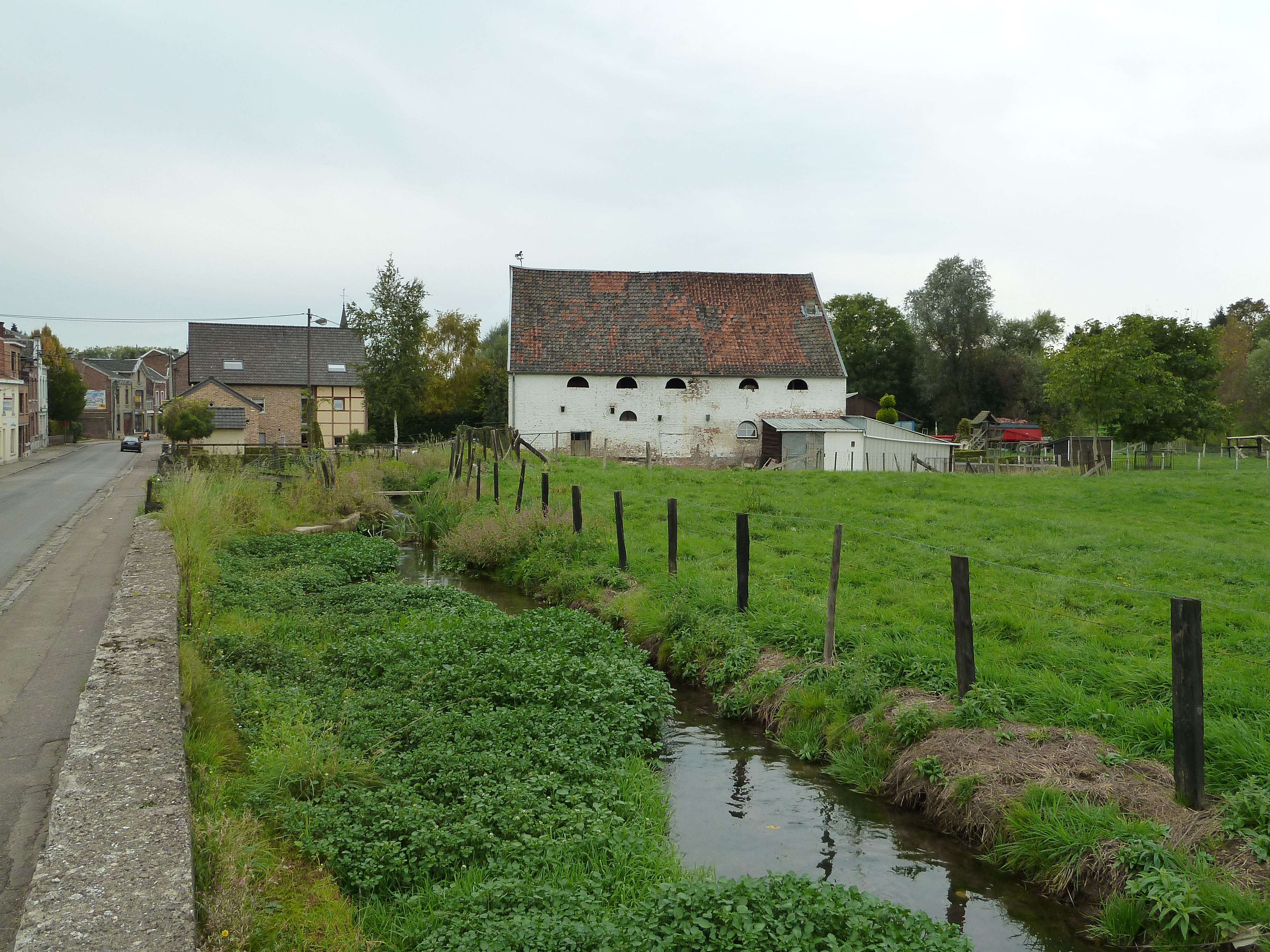
Idem

Het bovenslagrad met aanvoerende constructie
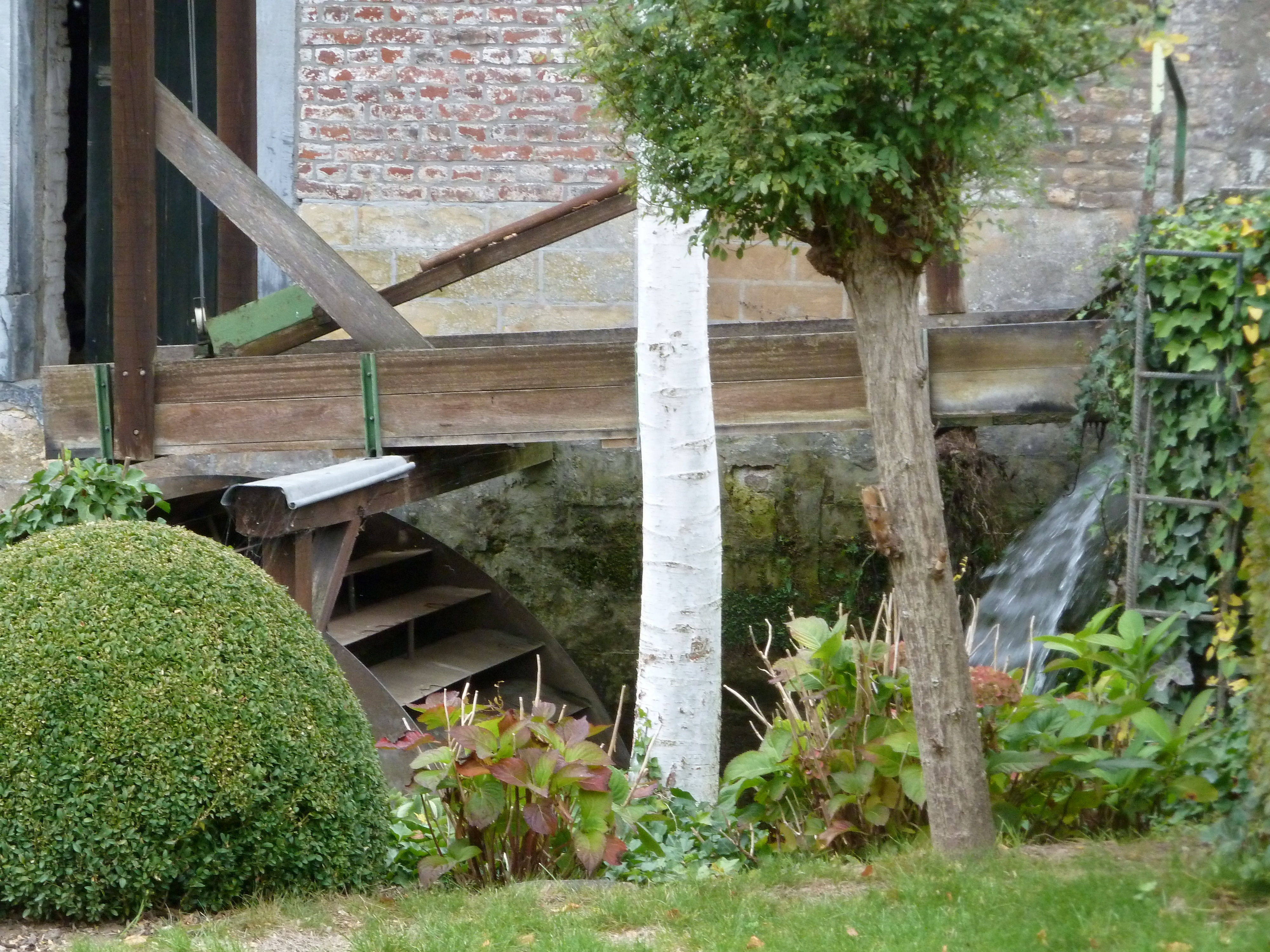
Wateraanvoer
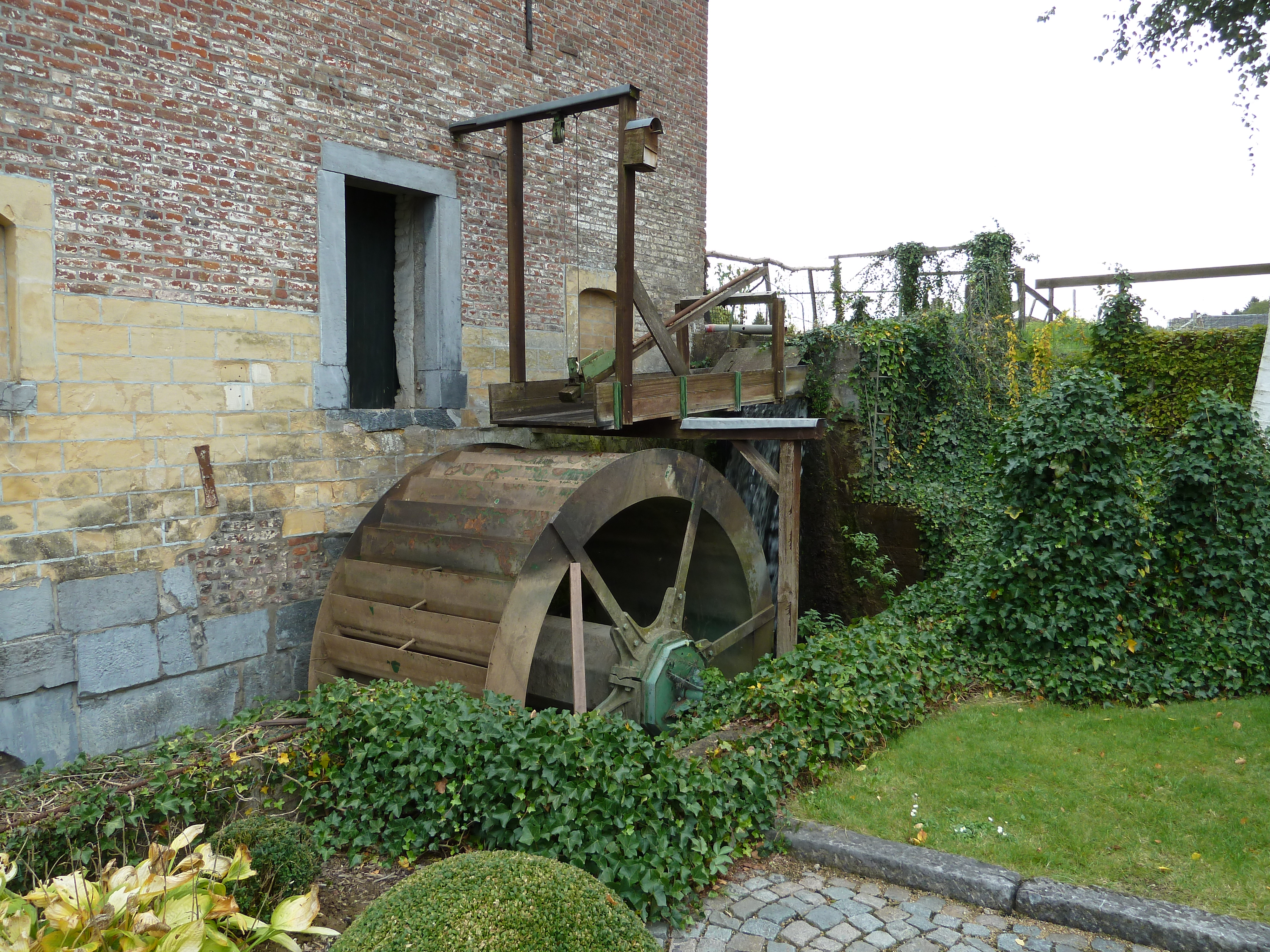
Het bovenslagrad

- Inventaris van het Bouwkundig Erfgoed (Vlaanderen): 37637